# Verifiable legal entity identifier
Verifiable Legal Entity Identifier (vLEI) ist eine Kennung, die juristische Personen bei Finanztransaktionen global eindeutig und verifizierbar identifiziert. Der vLEI ermöglicht somit, verlässlich und nachprüfbar zu dokumentieren, wer an einer Finanztransaktion beteiligt war. vLEI ist Teil des 2012 eingeführten LEI-Systems (Legal Entity Identifier), das er u. a. um die Möglichkeit einer automatischen Validierung erweitert.

## Hintergrund
Das LEI-System wurde ursprünglich als Reaktion auf die globale Finanzkrise von 2008 eingeführt, um juristische Einheiten zu identifizieren, die an finanziellen Transaktionen teilnehmen. vLEI repräsentiert den nächsten Schritt in dieser Entwicklung, mit einem Schwerpunkt auf digitaler Verifizierbarkeit.

## Funktionsweise
Das System ermöglicht eine verifizierbare digitale Identität für Organisationen weltweit und wird von der Global Legal Entity Identifier Foundation (GLEIF) verwaltet. Der vLEI ist ein kryptographisch gesichertes Äquivalent zu einem traditionellen Legal Entity Identifier (LEI).

### Hauptkomponenten
Neben der Identifizierung von Organisationen verbindet das vLEI-System Individuen mit Organisationen durch spezifische Referenzen:
- Official Organization Role (OOR)-Referenz: Diese Referenz verknüpft elektronisch Individuen mit Organisationen auf Basis offizieller Positionen, wie Geschäftsführer, Vorstandsmitglied oder andere autoritative Rollen.
- Engagement Context Role (ECR)-Referenz: Im Gegensatz zur OOR, die sich auf offizielle Rollen konzentriert, bietet die ECR eine flexiblere Methode, die es Organisationen ermöglicht, angepasste Rollen basierend auf spezifischen Kontexten oder Engagements zu definieren.

## Bedeutung
vLEI-Referenzen spielen eine zentrale Rolle bei der Verbesserung der Sicherheit digitaler Interaktionen, der Verringerung des Betrugsrisikos und der Effizienzsteigerung verschiedener Geschäftsprozesse, indem sie eine klare und verifizierbare Verbindung zwischen Individuen und Organisationen bieten.

## Referenzen
1. ↑  vLEI – Verifiable Legal Entity Identifier. 11. November 2023, abgerufen am 7. Dezember 2023 (österreichisches Deutsch).
2. ↑  vLEI Role Credentials. 30. November 2023, abgerufen am 7. Dezember 2023 (österreichisches Deutsch).
3. ↑  GLEIF: Introducing the verifiable LEI (vLEI) - vLEI – GLEIF. Abgerufen am 7. Dezember 2023 (englisch).